# Бебінг
Бебінг (нім. Böbing) — громада в Німеччині, розташована в землі Баварія. Підпорядковується адміністративному округу Верхня Баварія. Входить до складу району Вайльгайм-Шонгау. Складова частина об'єднання громад Роттенбух.
Площа — 40,32 км2. Населення становить 1883 ос. (станом на 31 грудня 2020).

## Галерея

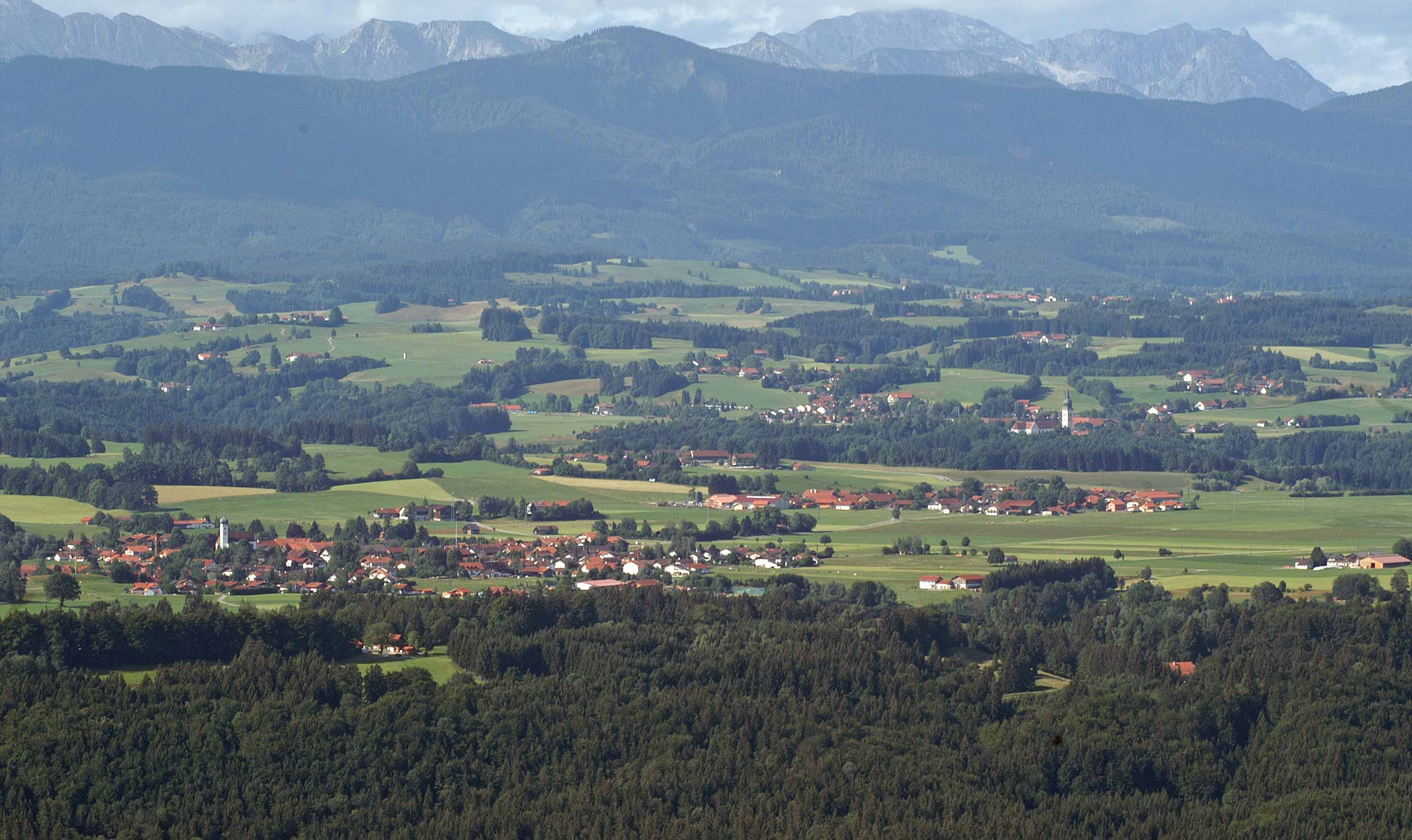
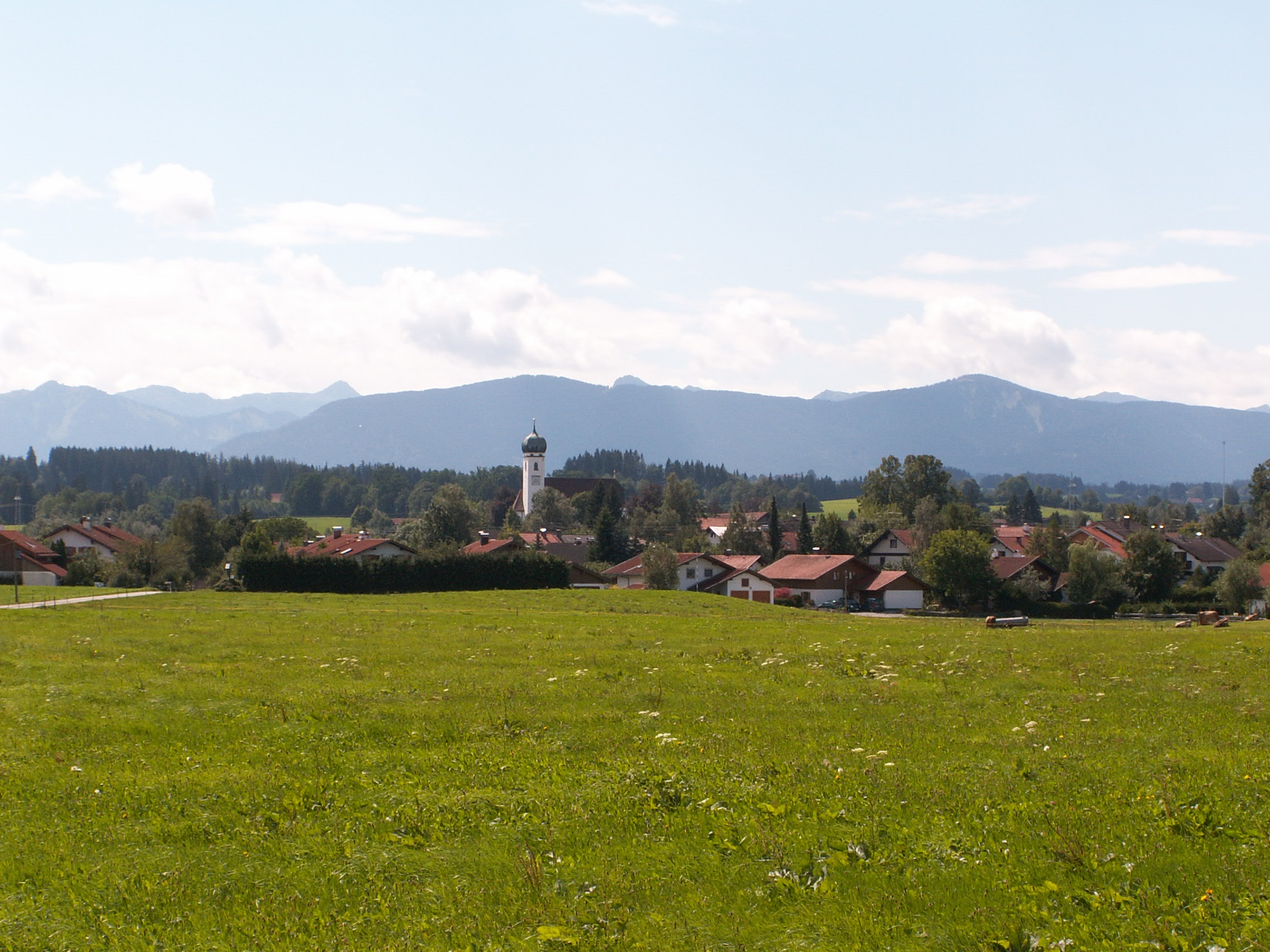
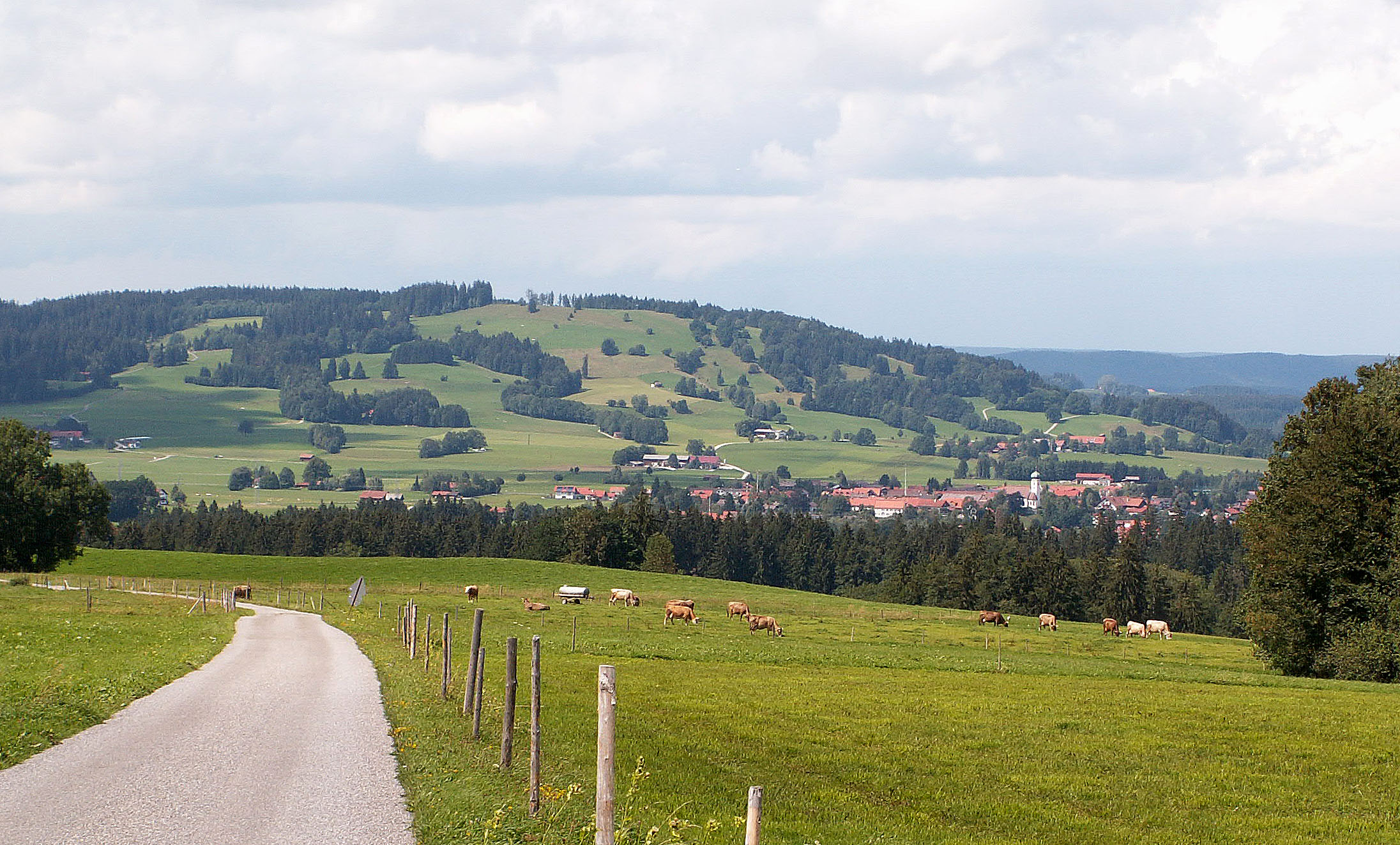
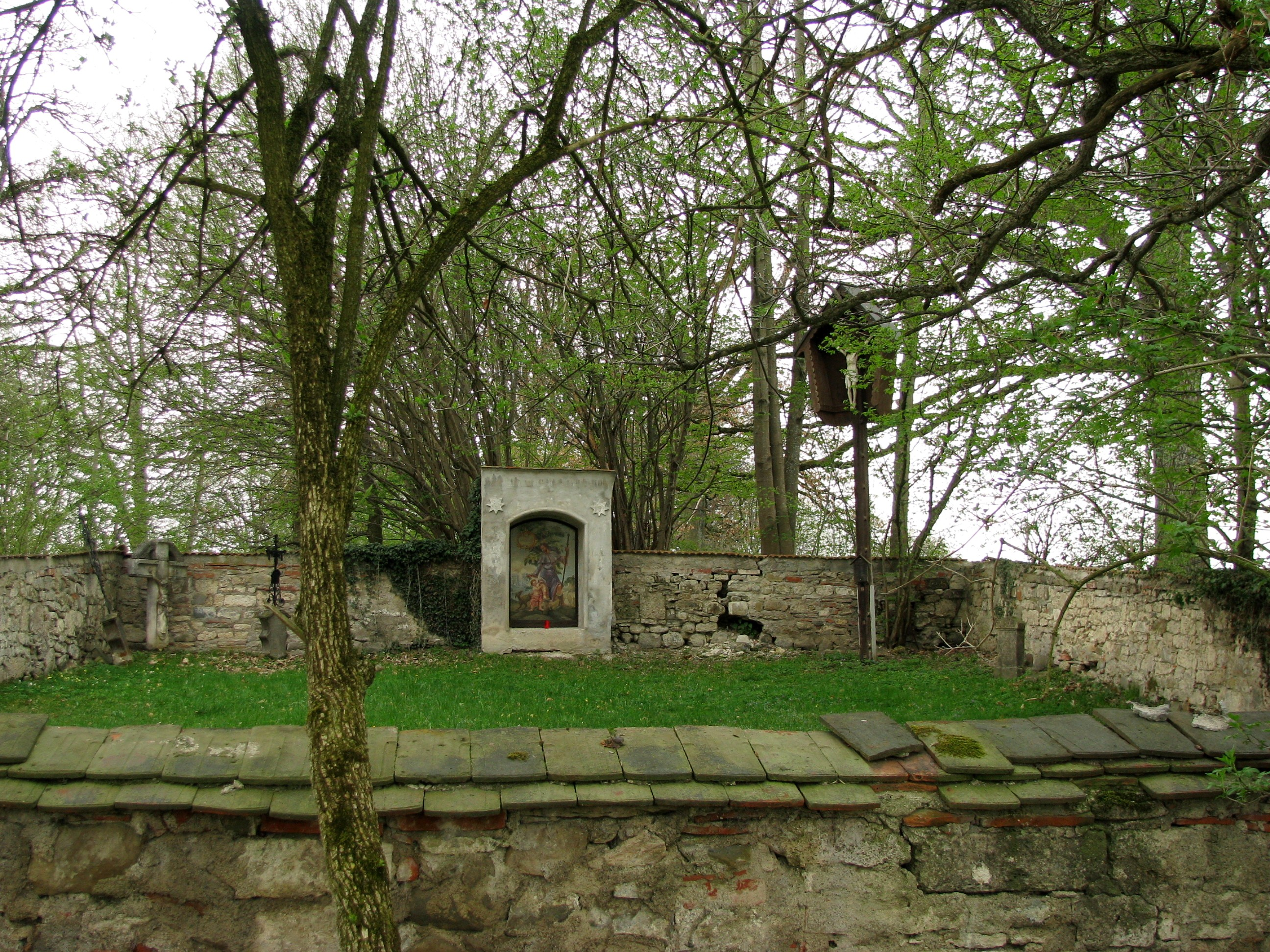